# Zarah Bruhn

Zarah Bruhn (2019)

Zarah Bruhn (* 27. Januar 1991 in Nieuwegein, Niederlande) ist eine deutsche Sozialunternehmerin. Von 2022 bis 2025 war sie Beauftragte für Soziale Innovationen im Bundesministerium für Bildung und Forschung.

## Leben
Zarah Bruhn wuchs als jüngstes von drei Geschwistern in Bamberg auf. Sie absolvierte ein  Bachelor-Studium in Betriebswirtschaftslehre an der Universität Mannheim. Anschließend arbeitete sie bei Wagniskapitalgebern und Private-Equity-Gesellschaften. Daraufhin verfolgte sie ein Master-Studium in Management und Technologie an der Technischen Universität München und arbeitete parallel dazu im Bereich Cleantech-Wagniskapital. Aus dem Studium heraus gründete Bruhn zusammen mit dem ebenfalls noch studierenden Maximilian Felsner das Unternehmen Social-Bee. Im März 2022 wurde Bruhn von der Bundesforschungsministerin Bettina Stark-Watzinger zur Beauftragten für Soziale Innovationen ernannt. Das Amt wurde im Mai 2025 wieder abgeschafft. Durch dieses Amt reduzierte sie ihre Arbeitszeit in ihrem Unternehmen zwischenzeitlich auf eine Halbtagstätigkeit.
Bruhn lebt seit 2015 in München.
Für sozialunternehmerische Tätigkeit wurden Social Bee und Bruhn mehrfach ausgezeichnet. Zarah Bruhn tritt als Expertin für Integration und „Female Entrepreneurship“ auf Konferenzen auf, unter anderem bei Bits & Pretzels und TEDx.

## Sozialunternehmerische Tätigkeit

### Social-Bee gGmbH
Die Social-Bee gGmbH wurde im Jahr 2016 von Zarah Bruhn und Maximilian Felsner in München gegründet. Das Sozialunternehmen ist Experte für die nachhaltige Integration Geflüchteter in den deutschen Arbeitsmarkt und fördert Vielfalt in der Gesellschaft, indem geflüchtete Menschen und Unternehmen zusammengebracht werden. Neben einer Direktvermittlung werden Qualifizierungsprogramme angeboten, die sowohl Geflüchtete in Branchenkenntnissen als auch Unternehmen in Diversität schulen. So beugt Social-Bee der Langzeitarbeitslosigkeit sozial benachteiligter Menschen vor, fördert Chancengerechtigkeit auf dem Arbeitsmarkt und wirkt dem Fachkräftemangel entgegen.

#### Kampagnen
2018 startete Bruhn mit Social-Bee und Jung von Matt die nationale Plakat-Kampagne „Soft skills can come the hard way“, um mit dem Gedanken, dass soziale Kompetenzen auch durch schwere Lebensumstände wie einer Fluchterfahrung erlangt werden, darauf aufmerksam zu machen, dass Flüchtlinge gut für den Arbeitsmarkt geeignet sind und Unternehmen ihnen eine Chance geben sollten.
2019 startete sie die Plakat-Kampagne „Spot the Refugee“ („Finde den Flüchtling“), um Vorurteile gegenüber Flüchtlingen zu bekämpfen. Die Kampagne erinnerte mit Suchbildern daran, dass viele Prominente wie Albert Einstein oder Freddie Mercury ebenfalls Fluchterfahrungen hatten und die Fluchterfahrung nicht negativ für den Lebenslauf eines Bewerbers sei.

### Bring and Ring
2020 gründete Bruhn die Plattform für Einkaufshilfe Bring and Ring, um während der Coronakrise soziale Kontakte in der Gesellschaft zu vermindern und damit die Ausbreitung des COVID-19-Virus zu verlangsamen. Gemeinsam mit verschiedenen Influencern und Prominenten wird in der dazugehörigen Kampagne „Ich geh für dich“ dazu aufgerufen, Einkäufe für Menschen aus gesundheitlichen Risikogruppen zu übernehmen.

## Auszeichnungen
- 2017: Gründerinnen Mentoring der Hypovereinsbank[25]
- 2017: 1. Preis Public Value Award for Start-ups: Social Bee[26]
- 2018: KfW Award Gründen, Landessieger Bayern: Social Bee[27]
- 2018: Ashoka Deutschland Fellowship[28]
- 2018: Deutschland – Land der Ideen, Social-Bee als eines von 12 Startups aus Bayern und insgesamt 100 aus Deutschland[29][30]
- 2019: Breakthrough Award für Social Bee[31]
- 2019: Female Founder Award der American Chamber of Commerce in Germany[8]
- 2019: Capital Top 40 unter 40[32][22]
- 2022: Veuve Clicquot Bold Woman Award in Deutschland[33]